# إعلان استقلال أذربيجان

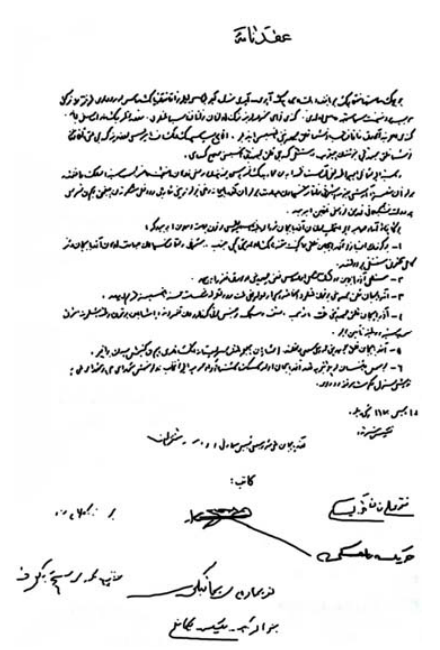
إعلان استقلال الدولة الأذربيجانية

في 28 مايو 1918، تبنَّى المجلس الوطني الأذربيجاني في مدينة تفليس إعلان الاستقلال حول استقلال أذربيجان. اعتمده المجلس الوطني إعلان الاستقلال بعدما حصل على 24 صوت مما مكن من الإعلان الرسمي عن تأسيس دولة أذربيجان؛ وهكذا بدأ تاريخ الدولة. تم اعتماد أول قانون في دستور البلاد والذي ينص بوضوح على إعلان الاستقلال وبالتالي أصبحت دولة أذربيجان كجمهورية شعبية.
وضع مشروع قانون الاستقلال أسس الجمهورية الديمقراطية التي ستحظى ببعض الشعبية في العالم الإسلامي فيما بعد. جذير بالذكئ هنا أن أذربيجان هي أول جمهورية برلمانية في الشرق وفي العالم الإسلامي.

## التاريخ
في 27 مايو 1918 عقد أعضاء المجلس الإسلامي اجتماعًا منفصلاً في تفليس وأعلنوا عن استقلال أذربيجان. ولهذه الغاية أعلن المجلس الإسلامي أن المجلس الوطني الأذربيجاني أو بالأحرى البرلمان الأذربيجاني عن عقد جلسة في نفس اليوم ثم تم انتخاب هيئة لرئاسة الجمهورية ورئيس المجلس الوطني لأذربيجان. حينها انتُخب محمد أمين رسول زاده كرئيس للمجلس الوطني.
في 28 مايو عُقد اجتماع آخر للمجلس الوطني الأذربيجاني تحت رئاسة حسن باي أجاييف. ترأس نائب رئيس المجلس الوطني الأذربيجاني حسن باي أغاييف الاجتماع الذي أعلن فيه عن إعلان الاستقلال. حضر الاجتماع من الشخصيات التي كان لها دور في هذا الإعلان عن الاستقلال بما في ذلك حسن بك أغاييف (رئيس المجلس)، مصطفى محمودوف (السكرتير)، فتالي خان خويكي، خليل باي خمادمادوف، نسيب باي يوسوبايوف، ناريمان باي نيرمانبوف، سلطان ماجد غانيزاده، حميد بك شاختاختينسكي، فيرودان بي كوشارلي، خسروف باشا باي سلطانوف وأعضاء آخرون (26 شخصا في المجموع).

## نص إعلان الاستقلال
جاء في إعلان استقلال المجلس الوطني الأذربيجاني ما يلي:
1. منذ اليوم، يتمتع الشعب الأذربيجاني بالسلطة من خلال دولة أذربيجان التي تغطي جنوب شرق القوقاز وهي أيضاً دولة مستقلة تماماً.
2. الشكل الإداري للدولة المستقلة في أذربيجان هو الجمهورية الشعبية.
3. جمهورية أذربيجان الديمقراطية مصممة على إقامة علاقات ودية مع جميع الدول وخاصة الدول المجاورة.
4. تقدم جمهورية أذربيجان الديمقراطية الحقوق السياسية وحق المواطنة لجميع مواطنيها، بغض النظر عن جنسيتهم أو طوائفهم أو طبقتهم أو صناعهم أو جنسهم.
5. قبل انعقاد جمعية رجال الأعمال، يجب تأسيس الحكومة المؤقتة المسؤولة أمام المجلس الوطني والمجلس الوطني المنتخب من قبل الشعب على دولة أذربيجان وأمنها.

## المجلس الوطني
في الجلسة نفسها وافق المجلس الوطني الأذربيجاني على تشكيل أول حكومة مؤقتة لجمهورية أذربيجانية الديمقراطية برئاسة فتالي خان خويكي. تتألف الحكومة المؤقتة الأولى من:
- فتالي خان خويكي - رئيس مجلس الوزراء ووزير الشؤون الداخلية
- خسروف باشا باي سلطانوف - وزير الدفاع
- محمد حسن هاسينسكي - وزير الخارجية
- نصيب بي يوسوبيوف - وزير المالية ووزير التعليم
- خليل باي خماسماموف - وزير العدل
- محمد يوسف جعفروف - وزير التجارة والصناعة
- أكبر آغا شيوليسلاموف - وزير الزراعة والعمل
- خداديات بك مالك - أصلانوف - وزير الطرق ووزير الاتصالات والمعلومات
- كامو بك هاسينسكي - مشرف الدولة.

انتقل المجلس الوطني إلى جانجا بعد العمل لمدة عشرة أيام في تبليسي، وبالتالي أصبح مقر الحكومة المؤقتة هناك. بعد معارك عنيفة في 15 سبتمبر 1918 قامت أجزاء من جيش القوقاز الإسلامي بقيادة جمهورية أذربيجان الديمقراطية الشعبية ونورو باشا بتحرير مدينة باكو (العاصمة فيما بعد) من القوات البلشفية والأرمنية والبريطانية ثم انتقلت الحكومة الأذربيجانية المستقلة إلى باكو في وقت لاحق. ومع ذلك فإن سلطة الجمهورية الديمقراطية الأولى استمرت 23 شهرا فقط حيث سقطت في 27 أبريل 1920 نتيجة لتدخل الجيش الحادي عشر. بعد 71 عاما وبالتحديد في عام 1991 أعادت أذربيجان استقلالها وأنشأت جمهورية أذربيجان جديدة ومستقلة.